# 井戸正明

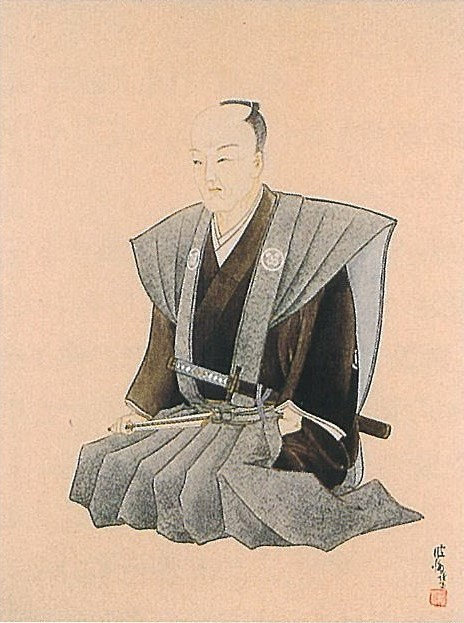
井戸正明像(井戸神社蔵)

井戸 正明（いど まさあきら、寛文12年（1672年） - 享保18年5月26日（1733年7月7日）は、江戸時代中期の幕臣、大森代官、笠岡代官。享保の大飢饉の際に石見銀山領を中心とする窮民救済のため数々の施策を講じた。なお、その名については「正明」とする文献が多いが、「正朋」とする文献もあり一致していない（なお、この点につき昭和47年版の島根県編『島根県誌』第8巻661頁では享保18年の遺言状などを根拠に「正朋」が正しいとしている）。石見地方などでは通称の「平左衛門」のほうが一般的であり、今日でも正明は「芋代官」あるいは「芋殿様」と呼ばれ慕われている。

## 略歴

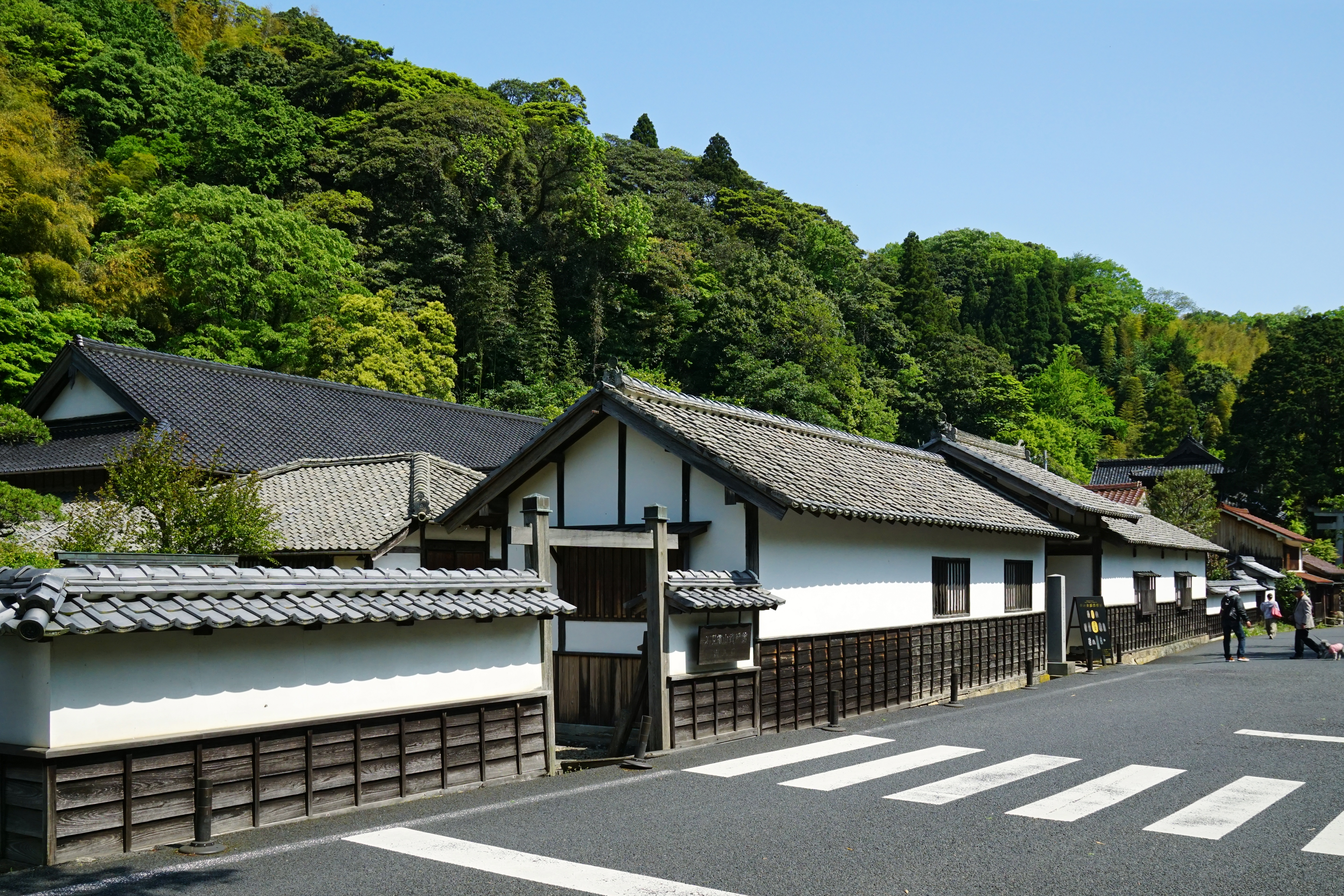
旧大森代官所跡。

正明は寛文12年（1672年）、御徒役・野中八右衛門重貞（重吉とも）の子として江戸で生まれ、元禄5年（1692年）に幕府勘定役の井戸平左衛門正和の養子となる。正和の死後、遺跡を継ぎ小普請役に組み込まれ、元禄10年（1697年）に表火番、元禄15年（1702年）に御勘定に昇進。勘定所における長きにわたる忠勤が認められ、享保16年（1731年）9月13日、60歳にして第19代大森代官に着任し、天領の銀山領6万石を支配した。直後に笠岡代官（現・岡山県笠岡市）も兼務した。
この年、享保の大飢饉による領内の窮状を目の当たりにし、領民たちを早急に救うため幕府の許可を待たず年貢の減免、年貢米の放出、商人から寄付金を募り、さらに官金や私財の投入などを断行した。翌享保17年（1732年）4月、正明は石見国大森地区（島根県大田市）の栄泉寺で薩摩国の僧でもある泰永からサツマイモ（甘藷）が救荒食物として適しているという話を聞き、種芋を移入した。その年に種付けを試みたが、種付けの時期が遅かったことなどもあって期待通りの成果は得られなかった。しかしながら、邇摩郡福光村（現・大田市温泉津町福光）の老農であった松浦屋与兵衛が収穫に成功する。栽培に成功した理由として、領内出身（現・江津市渡津町）の医師の青木秀清が蘭方医学を学びに長崎に留学し、サツマイモの栽培法を習得し持ち帰ったという話も伝わる。栽培の普及には、井戸の手代の伊達金三郎の活躍もあったと伝わる。
その後、サツマイモは石見地方を中心に救荒作物として栽培されるようになり、多くの領民を救った。この功績により、正明は領民たちから「芋代官」あるいは「芋殿様」と称えられ今日まで顕彰されるに至っている。
正明は享保18年（1733年）に大森代官職を解かれ、同年5月26日、備中笠岡の陣屋で死去した。享年62。正明の死因については、救荒対策の激務から過労により病死したとする説と、救荒対策のために幕府の許可を待たず独断で年貢米の放出などを断行したことに対する責任から切腹したとする説の二つがあるという。正明の墓所は、笠岡の威徳寺にある（岡山県笠岡市）。正明の死後、石見地方を中心に近隣各地さらには益田市沖の高島にまでも頌徳碑（芋塚）が建てられた。大田市大森町には、正明を祀る井戸神社がある。
明治43年（1910年）、従四位を追贈された。

## 備考
- 井戸正明を題材とした文学作品としては、杉本苑子の「終焉」（1977年、毎日新聞社）、土橋章宏の「いも殿さま」（2019年、KADOKAWA）がある。
- 1990年（平成2年）4月14日、正明のゆかりの地でもある島根県の大田市と岡山県の笠岡市が友好都市縁組に調印した。